# Атмосфера (радиоприёмник)

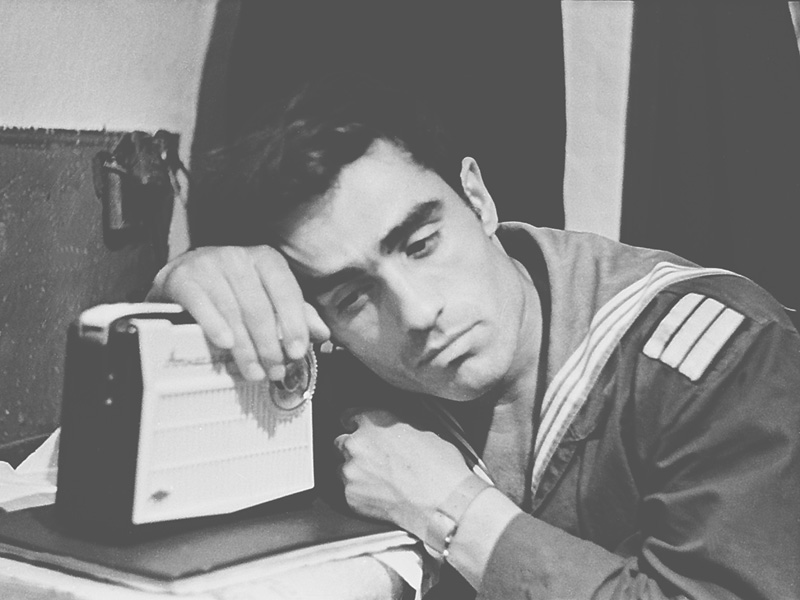
«Атмосфера-2»

«Атмосфера» — советские портативные транзисторные радиоприёмники, выпускавшиеся Ленинградским заводом ТЭМП (точных электромеханических приборов), Воронежским и Грозненским радиозаводами с 1959 по 1964 год. Первый в СССР крупносерийный транзисторный приёмник.

## «Атмосфера»
Модель 1959 года. Выпускалась на трёх заводах. Первый в СССР крупносерийный транзисторный приёмник. 

Приёмник «Атмосфера» — супергетеродин на семи германиевых транзисторах и одном диоде, предназначенный для приёма передач с амплитудной модуляцией в диапазонах длинных и средних волн на встроенную магнитную антенну. Питание — от двух батарей КБС. Комплект свежих батарей обеспечивает работу приемника в течение 60 часов. Габариты 220×160×70 мм, масса 1,35 кг. Корпус из цветной пластмассы. Цена с батареями в 1961 году после денежной реформы — 40 руб. 25 коп.

## «Атмосфера-2»
Усовершенствованная модель 1960 года, выпускалась в Воронеже и в Грозном. От первой модели отличается внешним оформлением, немного увеличенными размерами и весом. Цена — 43 руб. 70 коп. С 1962 г. выпускалась «Атмосфера-2М» с изменённой схемой усилителя низкой частоты и другим громкоговорителем. С 1964 г. на обоих заводах запустили в серию приёмник «Альпинист», по схеме и характеристикам почти не отличавшийся от «Атмосферы-2М», и эта торговая марка существовала до 1990-х годов.